# 博茨瓦納—韓國關係
波札那－韩国關係（英語：Botswana–South Korea relations），是指波札那共和國與大韩民国兩國之間的關係。两国于1968年4月18日建交。

## 历史
博茨瓦纳与韩国拥有良好的外交关系。2013年，博茨瓦納政府表示對北韓的人權狀況感到關切而暫停與北韩的雙邊合作。2014年2月20日，博茨瓦納宣布与北韩断绝外交关系并撤销对北韩的外交承认。此舉使博茨瓦納成為第一個在法律上承認南韓為朝鮮半島上唯一合法政府的非洲國家。博方在譴責北韓政府的同時對北韓人民表示「衷心的同情」。
2015年10月，博茨瓦納總統伊恩·卡马访问韩国并与韩国总统朴槿惠会见，期間，卡马接受了韓國聯合通訊社的採訪。他宣稱基於北韓的軍事專政威脅到遠東的和平以及對人權的侵犯，博方不會考慮與北韓復交。他又批評北韓的政府官員，說「北韓的領導人像是活在石器時代。」
2023年，韩国政府决定在博茨瓦纳开设大使馆分馆，以加强与该国的外交联系。

## 旅行和签证

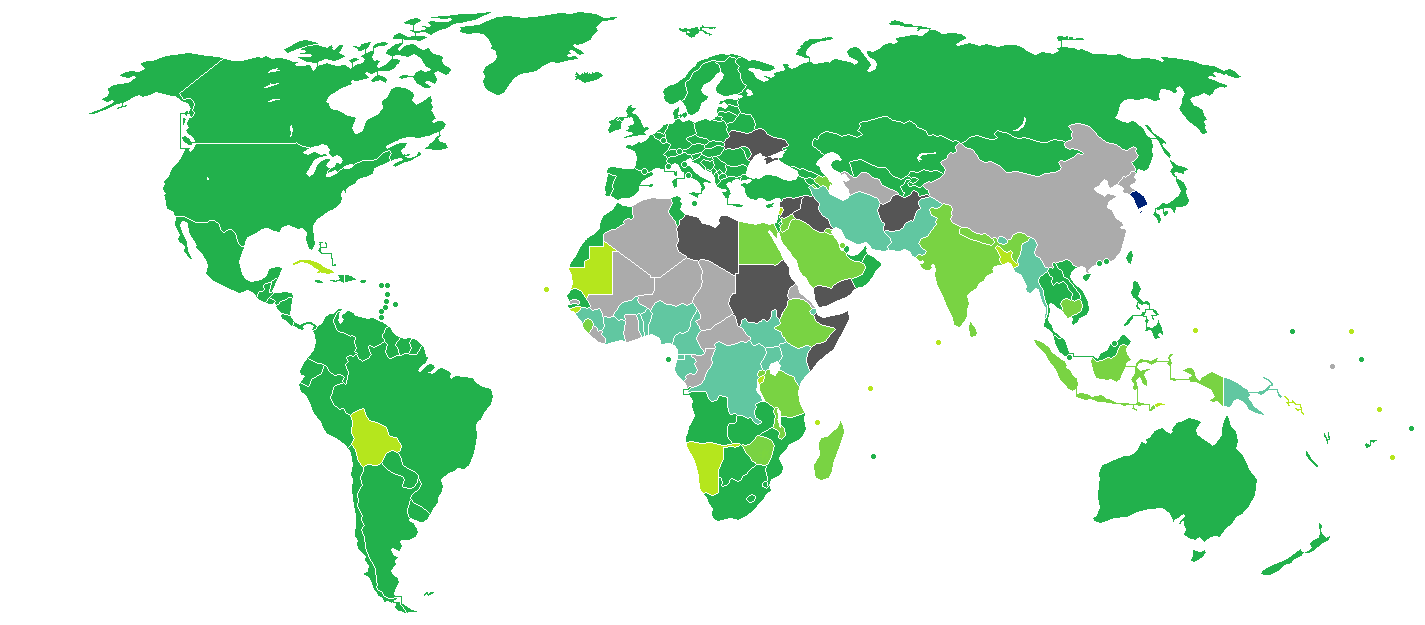
持韓國護照的韓國公民簽證要求分布圖：入境博茨瓦纳可以免簽證。

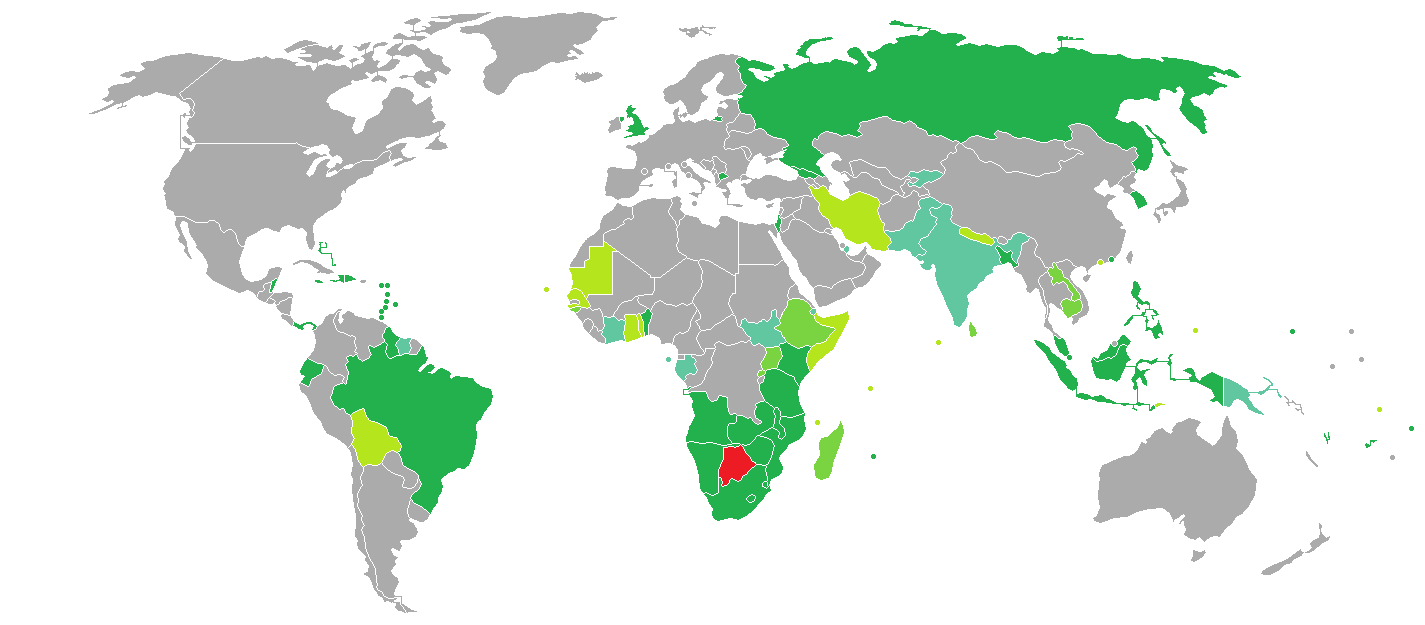
持博茨瓦纳護照之博茨瓦纳公民簽證要求分布圖：入境韓国可以免簽證。

持韩国护照的韩国公民可以免签证入境博茨瓦纳，每一年內最多可停留90天。
持有博茨瓦纳護照的博茨瓦纳公民也可以免簽證的方式入境韓国，停留最多30天。

## 相关链接
- 韩国驻南非大使馆关于博茨瓦纳的国家概况 （页面存档备份，存于）